# Schlacht an der Lys (1940)
Schlacht um die Niederlande

Maastricht – Mill – Den Haag – Rotterdam – Zeeland – Grebbeberg – Afsluitdijk – Bombardierung von Rotterdam
Invasion von Luxemburg

Schusterlinie
Schlacht um Belgien

Fort Eben-Emael – K-W-Linie – Dyle-Plan – Hannut – Gembloux – Lys
Schlacht um Frankreich

Ardennen – Sedan – Maginot-Linie – Weygand-Linie – Arras – Boulogne – Calais – Dünkirchen (Dynamo – Wormhout) – Abbeville – Lille – Paula – Fall Rot – Aisne – Westalpen – Cycle – Saumur – Lagarde – Aerial – Fall Braun
Die Schlacht an der Lys war ein bedeutendes und verlustreiches Gefecht zwischen deutschen und belgischen Einheiten während der Schlacht um Belgien im Westfeldzug der deutschen Wehrmacht im Zweiten Weltkrieg. Es zog sich vom 24. bis zum 28. Mai 1940 hin und endete mit der Kapitulation der belgischen Streitkräfte insgesamt. Benannt ist der Konflikt nach dem Fluss Lys (Niederländisch/Flämisch: Leie), an dessen Verlauf er stattfand.

## Ausgangslage
Die belgische Abwehrschlacht gegen den völkerrechtswidrigen Einmarsch deutscher Truppen dauerte insgesamt nur 18 Tage (→ Schlacht um Belgien); den belgischen Truppen und vor allem ihren französischen Verbündeten waren Abwehrerfolge in der Panzerschlacht von Hannut (→ Schlacht bei Hannut) und im Raum Gembloux (→ Schlacht von Gembloux) gelungen, mit denen sie den Vormarsch der Wehrmacht zur Nordseeküste verlangsamen konnten.
Dem Britischen Expeditionskorps (BEF) war der Rückzug in Richtung Dünkirchen befohlen worden, während die französischen Kräfte sich der Abwehr des deutschen Vormarsches in Nordfrankreich widmen mussten. (→ Schlacht von Dünkirchen)
Die Lys ist im Südwesten Grenzfluss zwischen Belgien und Frankreich und bildet mit ihrem Verlauf in Richtung Nordost von Kortrijk über Gent bis zum niederländischen Terneuzen an der Schelde ein natürliches Hindernis, das in ca. 40 km Abstand parallel zur Nordseeküste verläuft.
Den Angriff der Heeresgruppe B der Wehrmacht trug die 6. Armee vor, die aus den voran gegangenen Gefechten, in denen sie rund die Hälfte ihrer Panzerkampfwagen verloren hatte, geschwächt war. Neben der Masse des belgischen Heeres, darunter die Elitetruppe Chasseurs Ardennais, griffen ab dem 27. Mai auch die britische 5. und 50. Division in der Schlacht an der Lys ein.

## Verlauf der Schlacht
Die Schlacht begann am frühen Morgen des 24. Mai, als die deutsche Artillerie und die Luftwaffe schwere Bombardierungen in der Gegend von Kortrijk und Menen durchführten. Die Deutschen planten hier die dünnen Verteidigungslinien am äußersten Ende der belgischen Front, aus der sich die Briten zurückgezogen hatten, zu durchbrechen. Trotz konzentrierten Feuers der belgischen Artillerie gelang es den deutschen Infanteristen, den Fluss Lys unter schweren Verlusten zu überqueren. Die belgische 1. und 3. Infanteriedivision leisteten erbitterten Widerstand.
Die Angriffsplanung des deutschen IV. Armeekorps (General der Inf. von Schwedler) sah vor, den Lys-Abschnitt mit der 14. und 18. Infanterie-Division ostwärts und mit der 31. Infanterie-Division westlich Kortrijk zu überschreiten, die Stadt selbst aber auszusparen. Die Divisionen sollten dann nach Nordwesten gegen die Eisenbahnlinie Ingelmunster – Kortrijk vordringen und dann nach Westen gegen Culleghem eindrehen. Die 31. Infanterie-Division führte den Angriff über Wevelghem auf Menen. Nach schnellen Erfolgen des ersten Tages, gelang es an dem ganzen Korps nirgends mehr, den Brückenkopf zu erweitern. Das starke Abwehrfeuer der belgischen Artillerie von Norden und Nordwesten sowie Flankenfeuer der Engländer aus dem südlichen Frontbogen bei Lille schlossen ein rasches Nachziehen der schweren Waffen über den Fluss aus. Beim rechten Nachbarkorps (deutsches XI. A.K.) gelang am 24. Mai nur dem linken Flügel (19. Infanterie-Division) die Lys zu überwinden, die Mitte (255. I. D.) und der rechte Flügel (216. I. D.) des IX. A. K. lagen noch auf dem Südufer des Flusses fest. Bis zum Abend hatte die deutsche 6. Armee aber mehrere Brückenköpfe gebildet. Die erschöpften belgischen Divisionen zogen sich zurück und wurden durch andere ersetzt, so dass sich nach kurzer Zeit fast ein Drittel der belgischen Armee in dem bedrohten Sektor befand.
Die verbissenen Kämpfe um einzelne Brückenköpfe gingen die Nacht zum 25. Mai über weiter. Vom Vormittag des 25. Mai an wurde die belgische Front praktisch auf der ganzen Linie angegriffen. König Leopold III. richtete am Morgen eine Proklamation an seine Soldaten, in der er sie ermutigte und sagte, dass er bei ihnen bleiben würde, „egal was passiert“. Diese Worte folgten auf ein letztes Treffen des Königs mit seiner Regierung in der Nacht zuvor im Schloss Wijnendale, das in einem Zerwürfnis geendet war.
Die Kämpfe des 25. Mai waren in der Gegend westlich von Gent, um Deinze, am intensivsten. Deutsche Infanteristen konnten den Afwateringskanaal bei Nevele überqueren. Es kam vermehrt dazu, dass einzelne belgische Truppenteile sich ergaben, es kam auch zu Ungehorsam, Meuterei und Fahnenflucht; Männer liefen in Scharen davon. Die deutschen Infanteristen konnten ihren Vormarsch fortsetzen und trafen nur auf leichten Widerstand; sie konnten westwärts auf der Achse Meigem–Vinkt bei Deinze vorrücken.

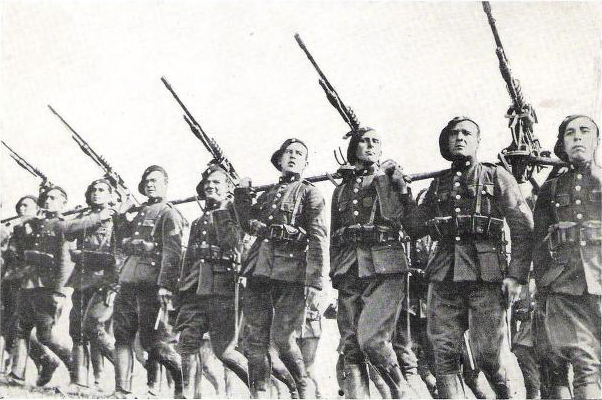
Chasseurs Ardennais

Das belgische Oberkommando in St. Andries bei Brügge entschied, zur Abriegelung und Wiederherstellung der Lage die 1. Division Chasseurs Ardennais (Ardennenjäger) und Artillerieeinheiten in den Raum Deinze zu verlegen. Die Wehrmachtstruppen waren dazu übergegangen, belgische Kriegsgefangene als menschliche Schutzschilde vor den eigenen Einheiten zu platzieren. Auf der Straße Deinze–Tielt, die um Vinkt von der 7. Kompanie der 1. Ardennenjäger verteidigt wurde, eröffnete ein belgischer Panzer des Typs T13 und alle anwesenden Jäger trotzdem das Feuer. Die Angreifer zogen sich hastig zurück, wobei zehn belgische Kriegsgefangene durch das Feuer der eigenen Kameraden ihr Leben verloren. Auch an anderen Abschnitten waren die Infanteristen der deutschen 56. Infanterie-Division dem gezielten Feuer der Chasseurs Ardennais ausgesetzt, während gut getarnte Artillerie jeden konzentrierten Angriff zerschlug. In Deinze zwang die Wehrmacht Zivilisten unter schwerem belgischen Artilleriefeuer deutsche Verwundete zu bergen. 150 Menschen wurden gezwungen, auf der Straße zu bleiben, um die belgischen Streitkräfte davon abzuhalten, die Stadt weiter zu beschießen. Doch der Beschuss ging trotzdem weiter und Dutzende von Einwohnern wurden getötet oder verwundet.
Angesichts des Drucks zogen sich die belgischen Divisionen im Südwesten im Raum Kortrijk auf den Kanal von Roeselare und die Mandel zurück. Dadurch entstand jedoch eine 8 km breite Lücke in den belgischen Verteidigungsanlagen zwischen Ypern und Zonnebeke, und die Verbindung zu den Briten war endgültig verloren. Am 26. Mai wurden 2.000 Eisenbahnwaggons als notdürftige Panzersperre auf der Bahnstrecke Ypern–Roeselare abgestellt.
Entlang der gesamten Front kämpften einige belgische Einheiten mit großer Verbissenheit und versuchten, die Angreifer zurückzuwerfen. Die Position der am östlichen Flügel kämpfenden Belgier wurde an der Linie der Dörfer Izegem, Nevele und Ronsele kritisch, nachdem die 56. Division durch die frische 225. Infanteriedivision abgelöst worden war. In Oostrozebeke setzte ein belgisches Bataillon alle verfügbaren Kräfte ein, darunter die Köche und das Verwaltungspersonal. Die Kanoniere zerstörten ihre Geschütze in Sichtweite der Deutschen und zogen sich dann zurück, um das Gefecht als Infanteristen fortzusetzen. Auf diese Weise wurde das Infanterieregiment 455 der 255. I.D. am Abend des 26. Mai vorübergehend gezwungen, bis zur Einmündung der Lys in den Roeselare-Leie-Kanal zurückzugehen. Am Afwateringskanaal drangen die Deutschen in die belgischen Linien ein, aber während einiger wuchtiger Gegenangriffe um Knesselare am 27. Mai machten die Belgier 50 bzw. 118 deutsche Kriegsgefangene.

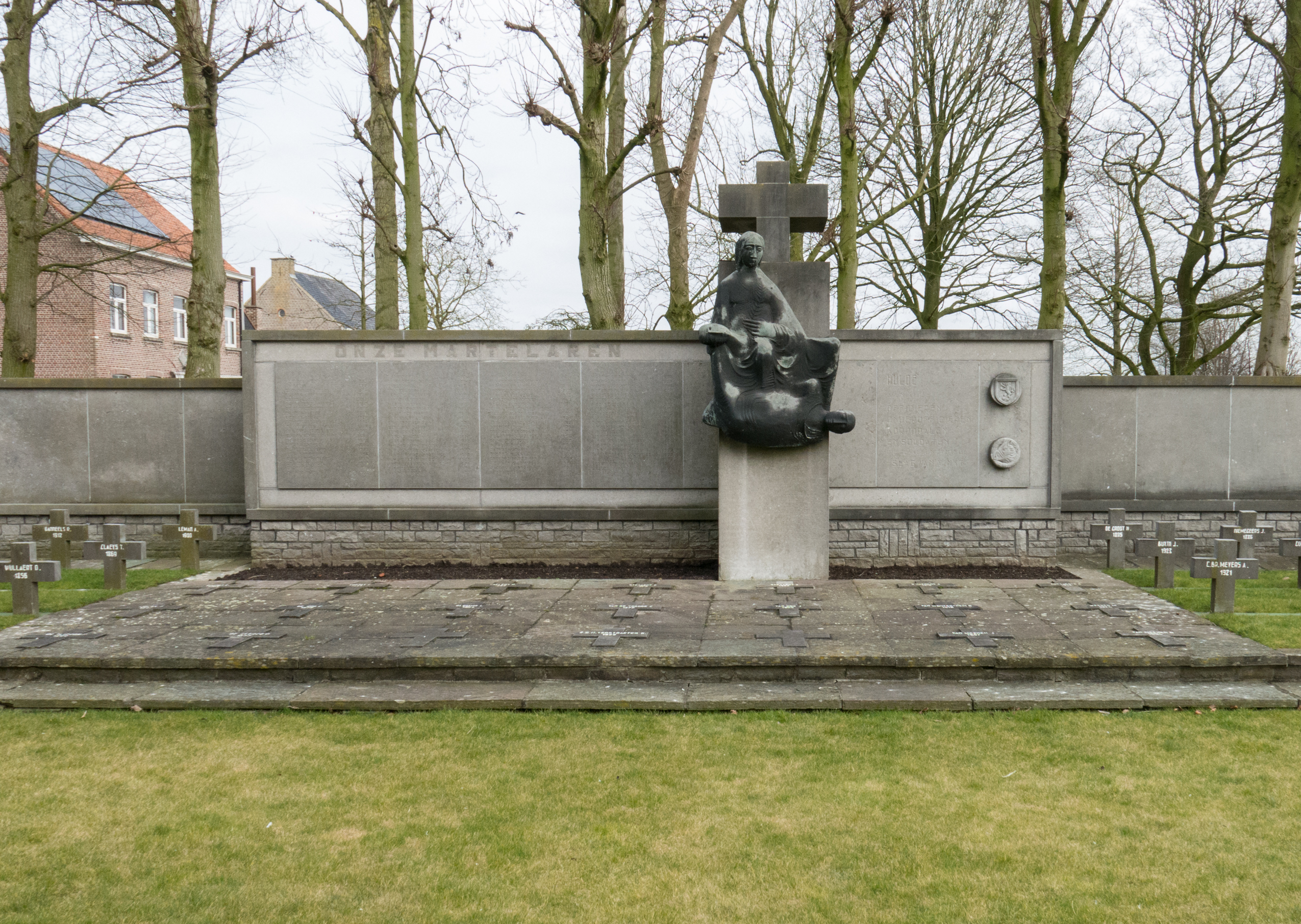
Gedenkstätte für das Massaker von Vinkt

In Vinkt konnten die Deutschen zunächst nicht durchbrechen; alle Angriffe wurden von den Chasseurs Ardennais abgewehrt. Nachdem sich die belgische Einheit schließlich doch zurückziehen musste, übten die Deutschen an der Zivilbevölkerung Vergeltung. Etwa 86 Zivilisten, darunter Kinder und alte Menschen, wurden brutal getötet. 11 Männer wurden nach schweren Schlägen sogar mit dem Bajonett getötet. Die Wehrmacht behauptete, es habe sich um Partisanen und Saboteure gehandelt, die nach der Haager Landkriegsordnung hingerichtet werden konnten. (→ Massaker von Vinkt)
Am 27. Mai war die Moral der belgischen Truppen gebrochen, ihre Vorräte und Bestände aufgebraucht, Nachschub praktisch nicht mehr verfügbar und Verstärkung durch die Alliierten nicht mehr zu erwarten. Die belgische Zivilbevölkerung litt direkt und mittelbar unter dem Kampfgeschehen. Bei der Fortsetzung des deutschen Angriffes zum Yserkanal wurde zwischen dem IV. und XI. Armeekorps das X. Armeekorps, unter dessen Kommando die 14. Infanterie-Division wechselte, eingeschoben. Die 61. Infanterie-Division (bisher Armeereserve) war dem IV. A. K. bereits zuvor als Verstärkung zugeführt und links neben der 31. I. D. eingesetzt. Bis zum 24. Mai lagen die englische 5. und 50. Division im Raum nördlich Arras noch im Kampf fest. Beide Divisionen wurden nach dem Durchbruch des deutschen IV. Armeekorps durch die belgische Front am 25. Mai nach Norden auf Ypern zurückgezogen, um die drohende Lücke zwischen der belgischen Armee und der BEF zu schließen. Erst am 27. Mai traf die englische 50. Division in Ypern ein und stellte fest, dass ihre Stellungen bereits von deutschen Truppen beschossen wurden und die belgische Armee nach Nordosten abgedrängt wurde. Die Frontlücke konnte am folgenden Tag von der englischen 3. Division geschlossen werden.
König Leopold III. entschied, in Verhandlungen über eine Kapitulation einzutreten, was von deutscher Seite mit der Forderung nach einer bedingungslosen Niederlegung der Waffen abgelehnt wurde. Die Kampfhandlungen wurden um 04:00 Uhr am 28. Mai eingestellt.

## Gedenken

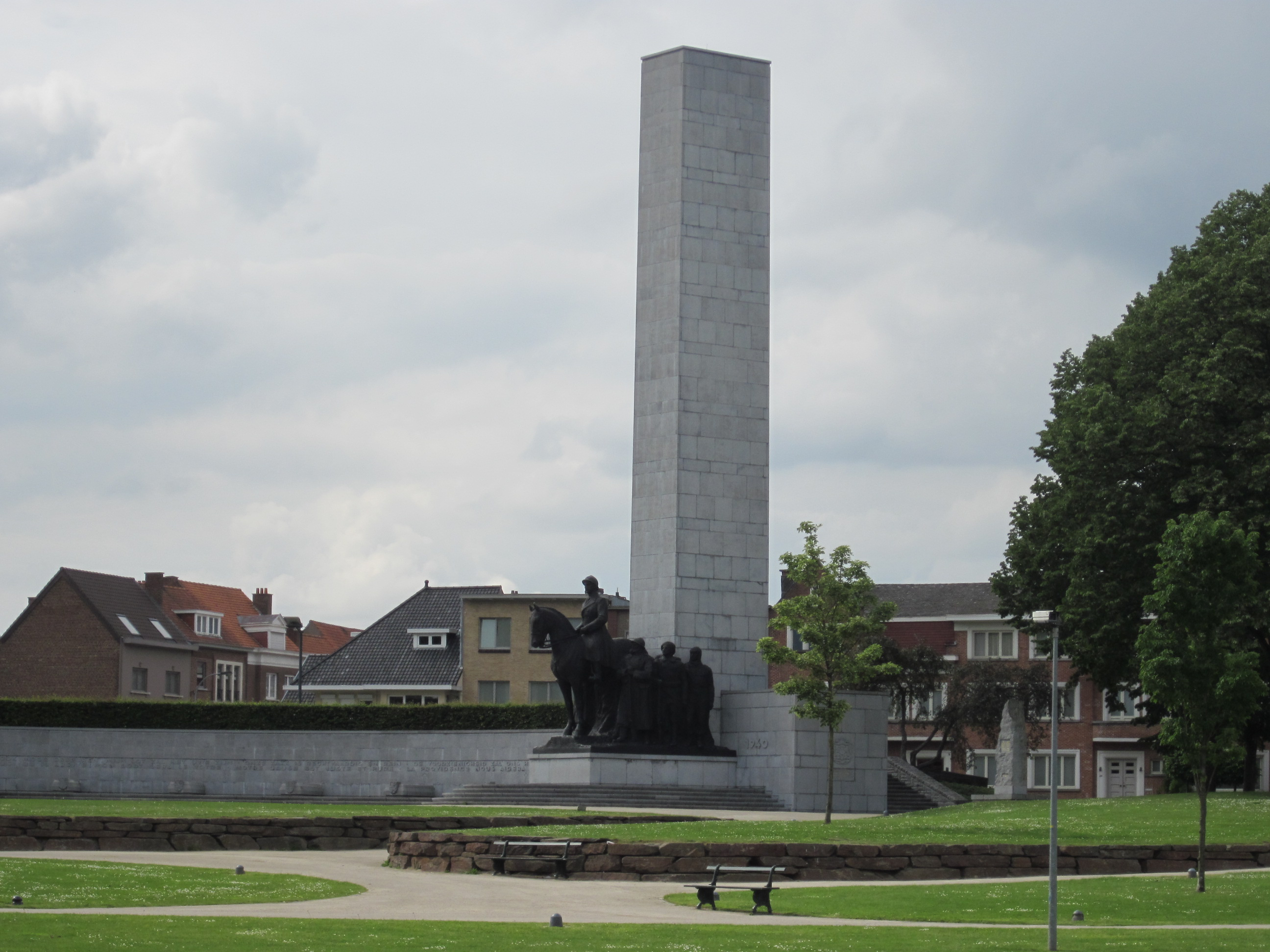
Leiemonument in Kortrijk

Die Schlacht an der Lys war der an Verlusten reichste Abschnitt der Schlacht um Belgien; Von den 80.000 Kriegstoten, die das Land zu beklagen hatte, fielen dort 40.000 zwischen dem 25. und 27. Mai.
Im Albertpark im Stadtzentrum von Kortrijk wird der Schlacht in jedem Jahr am Leiemonument gedacht.